# 岩田昭弘
岩田 昭弘（いわた あきひろ、1943年 - 2011年9月13日）は、元お笑い芸能人。35歳の時に芸能界を引退し、ラーメン店を開業。経営に失敗し自己破産した後、ボランティアで紙芝居を行うようになり、肺癌を患いながらも活動を続けた。岐阜県羽島郡笠松町出身。

## 生涯
老舗和食料理店の8人兄弟の次男で、芸人に憧れて、上京。コント55号に弟子入りし、
萩本欽一の付き人となる。
1968年に「岩がん太」の芸名で車だん吉とお笑いコンビ「コント0番地」を結成し、一時は週に7本のレギュラー番組をもち、会社の重役並みの収入を手にしていた。
しかし35歳の時に両親の介護を理由に芸能界を引退し、郷里の岐阜市へ戻った。岩田自身はこの時期について、「24歳でデビューして、35歳まで芸能界にいたのかな。売れてた頃は週に7本のレギュラーを抱え、一流企業の重役クラスの給料もらってた。でも、だんだん仕事が減り、先々のことを考えたら不安になって、オヤジが病気で隠居したのをきっかけに岐阜に帰ってきたんだ」と振り返っている。
様々な食品業種を修業し、40代からラーメン屋「がん太」「嵯山 SAZAN」を経営するが、経営に失敗、2009年に自己破産して生活保護を受けるようになり、妻とは離婚した。
生活保護を受けている恩返しにという気持ちから、2010年4月にボランティアで紙芝居を演じるようになる。
2011年に肺癌を患い、右肺の3分の1を摘出するとともに5年以内の生存率33%の宣告を受けるが、抗癌剤投与の副作用による頭痛や倦怠感に悩まされる中、痛み止めと酸素吸入器に頼りながら、全身を使って演じる紙芝居を続けた。最晩年は紙芝居を自作することにも意欲を見せ、病床で絵を描き続けた。
2011年9月13日夕刻に死去。同年11月7日、岩田を追悼する会が開かれた。

## 人物・逸話
- 「がん太」では、「利狂人麺」「談合ラーメン」「森総理の言い訳ラーメン」を創作し、テレビやマスコミ、新聞に取り上げられた。
- 愛知県一宮市「嵯山 SAZAN」経営では、あれ麺”確変あり”や創作メニューが多くあった（細かい所ではティッシュの箱が、「北斗の拳」で、演出や笑いもあった）。
- 病気でラーメン屋をやめた後、おカネができたら奥さんを迎えに行くと伝えた。
- ニートや引きこもりの若者たちとも接し、NPO法人「仕事工房ポポロ」中川健史代表は、「紙芝居を手伝った彼らには、舞台になると瞬時に変わるプロ根性や仕事に向かう意識に触れて変わり始めた者もいる」と言う[1]。
- ボランティアについては、「1年くらい前からボランティアで介護施設への慰問を始めたんだ。エア料理といってね。エアギターにヒントを得て考案した。魚とか野菜の絵を見せながら料理の話をするの。お年寄りからけっこうリアクションがあって、ボケ防止になるって好評なんだ。ボクの人生、波瀾万丈、いろいろあったけど、このトシになってようやく平穏な生活を送らせてもらってるよ」と言った。
- 2010年11月に中日ドラゴンズVS茨城ゴールデンゴールズの試合で師匠の萩本と再会。「子どもたちに喜ばれる、素敵なじいさんになれよ」と励まされた[3]。

## 過去の出演番組
- タワーバラエティ 勝抜きスピードクイズ（フジテレビ） - 火曜日担当。
- お笑い0番地（日本教育テレビ）
- 青空にとび出せ! 第11話「千円札を追っかけろ」（1969年、TBS・国際放映）
- 決めろ!フィニッシュ （1972年、TBS・東宝） - マスターの弟
  - 第12話「勝利への足あと」
  - 第13話「心にトロフィーを持て」
- へんしん!ポンポコ玉 第8話「ピンチ?ぴんちナノダ!」（1973年、TBS・国際放映） - 警官B
- 雑居時代 第15話「今年はライオンどし?」（1974年、NTV・ユニオン映画） - 若い獅子舞